# Thirteen (album Roberta Milesa)
Thirteen (zapis stylizowany: TH1RT3EN) – piąty i ostatni album studyjny włoskiego producenta muzycznego Roberta Milesa. Album został wydany 7 lutego 2011 roku. Krążek zawiera trzynaście utworów.

## Lista utworów
| Nr  | Tytuł                       | Długość |
| --- | --------------------------- | ------- |
| 1.  | Orchid Miracle              | 5:19    |
| 2.  | Moving                      | 5:25    |
| 3.  | Somnambulism                | 6:37    |
| 4.  | Everything or Nothing       | 5:01    |
| 5.  | Afterglow                   | 4:03    |
| 6.  | Deep End                    | 3:37    |
| 7.  | Black Rubber                | 4:31    |
| 8.  | Miniature World             | 3:56    |
| 9.  | Antimony                    | 5:03    |
| 10. | Archives                    | 3:48    |
| 11. | Voices from a Submerged Sea | 5:05    |
| 12. | Nonsense                    | 0:53    |
| 13. | The Wolf                    | 4:09    |